# Toussaint Cartier
Toussaint Cartier est né en France vers l'an 1707 et est mort le 30 janvier 1767 à Rimouski au Québec. Il a été inhumé le lendemain de son décès dans l'église de la paroisse de Saint-Germain de Rimouski. Ses habitudes de vie lui ont valu le surnom de « l’Hermite de Saint-Barnabé », nom qui fait référence à l'île Saint-Barnabé où il vécut de 1728 jusqu'à sa mort.

## Biographie

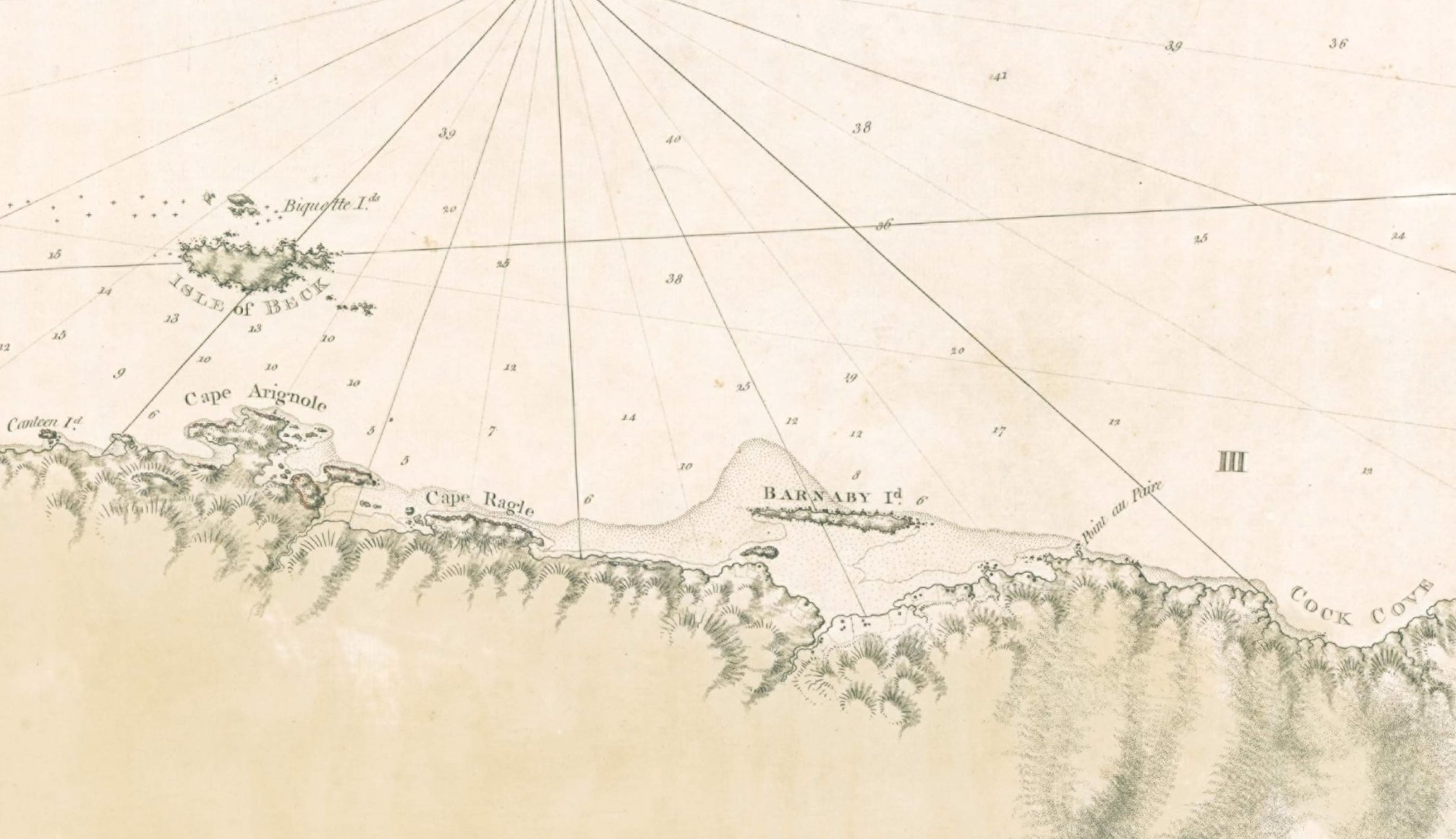
Carte de la région du Bic à la Pointe aux Coques, sur une carte anglaise de 1781.

Toussaint Cartier serait né vers 1707 en France, dans la région de Morlaix, selon un témoignage de Louis-Joseph de Montcalm. La tradition orale a parfois associé le patronyme Cartier à la descendance de Jacques Cartier, à tort. 
Il arrive en Nouvelle-France un peu avant 1728 et se rend dans la seigneurie de Rimouski pour y réaliser un vœu prononcé pendant sa traversée de l'Atlantique. Selon ce vœu, il se serait engagé « à vivre séparé du monde au premier endroit où il pourrait débarquer ». 
Il obtient du seigneur de Rimouski, Pierre Lepage de Saint-Barnabé, la donation d'une terre à cultiver sur l'île Saint-Barnabé, située en face de la petite colonie. Le père Ambroise Rouillard agit alors comme témoin de la transaction et Toussaint Cartier continuera par la suite d'entretenir une relation privilégiée avec ces deux hommes; Rouillard allait souvent visiter Cartier sur son île, et Cartier allait manger chez Rouillard.  
Cartier éprouvait fréquemment des crises d’épilepsie et « par suite de cette infirmité, selon les témoignages recueillis par Mgr Joseph Signay évêque de Québec en 1838, un de ses yeux paraissait comme sorti de sa place, et pour tempérer la douleur aiguë qu’il éprouvait dans cet œil, il le faisait lécher par son chien »[réf. nécessaire].  
À l'hiver de janvier 1767, on le retrouve inconscient sur la banquise du fleuve, alors qu’il avait entrepris de traverser vers Rimouski. On le transporte dans une maison près de la rivière Rimouski. Il y décède le 30 janvier.

## La légende de Toussaint Cartier
Selon l’historienne Marie-Andrée Massicotte, Toussaint Cartier arrive à Rimouski en 1728, alors âgé d’une vingtaine d’années, et demande au seigneur Lepage la permission de se retirer sur l’île Saint-Barnabé afin d’y vivre en ermite. Sa requête ayant été acceptée, l’ermite s’installe vers le milieu de l’île, du côté sud, où il se construit une cabane et une petite étable. Il tire subsistance de la culture d’un lopin de terre et de l’élevage de quelques animaux domestiques, « Il traversait quelquefois à Rimouski pour assister aux offices religieux de la mission et, s’il gardait le silence sur lui-même, il savait se montrer agréable dans ses échanges avec les Rimouskois. ».
Dans un livre intitulé « The History of Emily Montague », publié à Londres en 1769, la romancière Frances Brooke imagine une histoire romanesque autour du personnage de Toussaint Cartier qui se lit comme suit : 

« Dans les débuts de la colonie, un jeune homme originaire de la Bretagne, accompagnée de sa fiancée Louise, fugue en direction de la Nouvelle-France, jusqu'à Rimouski. Jour après jour, Toussaint se sentait attirée par l'île Saint-Barnabé située en face de Rimouski. Après avoir obtenu la permission du seigneur Lepage, Toussaint monte à bord d'une chaloupe en compagnie de Louise et d'un rameur. Arrivé sur le rivage, seul Toussaint pose le pied sur l'île Saint-Barnabé pour la visiter. Pendant ce temps, le rameur ramène la chaloupe au milieu de la baie qui sépare Rimouski de l'île. Or, pendant que Toussaint explorait l'île, un orage éclate. Toussaint se met à courir afin de regagner la chaloupe. Arrivé sur le rivage, il aperçoit l'embarcation où se trouvent sa fiancée et le rameur, coulée sous ses yeux!

Sous le choc, Toussaint s'évanouit. Lorsqu'il reprend ses sens, le corps de sa fiancée gît à ses côtés, ramené là par la marée. Toussaint enterre le corps de Louise sur l'île et lui promet que désormais, il passera le restant de ses jours sur l'île Saint-Barnabé à vivre en ermite... »

— Massicotte 1996, p. 59